# Пятирыжск
Пятерыжск (каз. Пятерыжск) — село в Железинском районе Павлодарской области Казахстана. Входит в состав Железинского сельского округа. Код КАТО — 554230500.

## Население
В 1999 году население села составляло 273 человека (146 мужчин и 127 женщин). По данным переписи 2009 года, в селе проживало 205 человек (108 мужчин и 97 женщин).